# Chelicorophium spongicolum
Chelicorophium spongicolum is een vlokreeftensoort uit de familie van de Corophiidae. De wetenschappelijke naam van de soort is voor het eerst geldig gepubliceerd in 1914 door Welitchkovsky.